# 救難機
救難機（きゅうなんき、英語: Search and rescue aircraft）は、捜索救難（SAR）活動を行うために用いられる航空機。

## 概要
捜索救難活動に用いるという観点で固定翼機とヘリコプターとを比べると、固定翼機のほうが一定時間に広範囲を捜索でき、また長距離を短時間で進出できる一方、ヘリコプターはホバリング能力を使っての吊り上げ救出作業が行えるほか、低速で飛べることから海面の小さなものも発見しやすいという特性がある。このため、両者を併用して配備することが望ましいとされる。
航空自衛隊の救難隊では、固定翼機を救難捜索機、ヘリコプターを救難救助機として併用しており、遭難情報の通知を受けるとまず救難捜索機が上空に進出して遭難者の捜索・発見に努めるとともに、遭難者を発見した場合には現場上空で旋回し、他の航空機等の統制や、救難救助機への支援などを行う。救難救助機は救難捜索機と連携して、遭難者の救助にあたる。海上保安庁でも、海難救助とともに密航密輸の取り締まりや浮流機雷哨戒のためにまずヘリコプターを導入したものの、沖合の業務対応のためには、後には固定翼機を併用するようになった。これに対し、海上自衛隊の救難飛行隊では航空基地周辺での救難を担当するヘリコプターとともに、洋上での救難を担当する飛行艇を運用する一方、専用の救難捜索機は持たず、先行捜索は対潜哨戒機によって行っている。
どのようなヘリコプターであっても、ホバリング能力により、ある程度は救難活動に用いることができるが、救助のためにはホイストクレーンなどの装備を備えていることが望ましい。また捜索活動についても、最終的には人間の目を頼りにするとはいえ、レーダーやFLIRなどといったセンサ類も備えていることが望ましい。更に戦闘捜索救難（CSAR）を行うための機体の場合は、乗員や機体の枢要部を守るための装甲やセルフシーリング式燃料タンク、制圧用の火器、更には敵からの発見を避けるための赤外線放射低減策など、特別な設計・艤装を行っていることが望ましい。

## 救難機の例

### 救難捜索機
- U-125A（ 航空自衛隊）
- ガルフストリーム V（ 海上保安庁）
- HC-130（ アメリカ空軍、 アメリカ沿岸警備隊）

### 救難飛行艇
- マーチン PBM マリナー（ アメリカ海軍）
- Be-12PS チャーイカ（ ロシア海軍）
- US-2（ 海上自衛隊）

### 救難ヘリコプター
- HH-65 ドルフィン（ アメリカ沿岸警備隊）
- UH-60J ブラックホーク（ 航空自衛隊・ 海上自衛隊）
- HH-60 ペイブ・ホーク（ アメリカ空軍）